# 1903 год в авиации
Список событий в авиации в 1903 году.

## События
- 23 марта — братья Райт подали заявку на свой знаменитый патент для «летающей машины», основанную на полётах их успешного планёра 1902 года.
- 17 декабря — первые устойчивые управляемые полёты братьев Райт на самолёте «Флайер», собственной конструкции[1].[2]

## Персоны

### Родились
- 3 января — Фегервари, Николай Берталонович, венгерский революционер и политзаключённый, ставший известным советским лётчиком-испытателем, подполковником (1940), командующим ВВС Забайкальского военного округа (до 1938 года).
- 13 февраля — Бериев, Георгий Михайлович, советский авиаконструктор, Генерал-майор инженерно-технической службы (1951 год), доктор технических наук (1961 год).
- 26 февраля — Неман, Иосиф Григорьевич, советский учёный и конструктор в области авиационной техники, профессор (1938). Участник Гражданской войны.
- 17 июня — Кербер, Леонид Львович, крупный специалист в области авиационного оборудования. Доктор технических наук, заместитель Генерального конструктора.
- 23 ноября — Ивченко, Александр Георгиевич, создатель авиационных турбовинтовых двигателей большого ресурса, основатель Запорожского машиностроительного конструкторского бюро «Прогресс», доктор технических наук, лауреат Ленинской и Государственной премий, Герой Социалистического Труда, академик АН УССР, Генеральный конструктор ОКБ.

#### Без точных дат
- Горбунов, Владимир Петрович — советский авиаконструктор и организатор авиапромышленности, руководитель проекта по созданию истребителя ЛаГГ-3, главный конструктор по самолётостроению (с 1939 г.), лауреат Сталинской премии 1 степени (1941) совместно с С. А. Лавочкиным и М. И. Гудковым.